# Étienne Mattler
Étienne Mattler (Belfort, Francia, 25 de diciembre de 1905 - Sochaux, Francia, 23 de marzo de 1986) fue un futbolista internacional francés, apodado Le Lion de Belfort (El León de Belfort).
Mattler jugó para los clubes de US Belfort (1921-1927), Racing Estrasburgo (1927-1929) y FC Sochaux (1929-1946) donde ganó dos títulos de la Ligue 1 en 1935 y 1938 y una Copa de Francia en 1937.
Para el equipo nacional, participó en 46 partidos oficiales, incluyendo las Copas Mundiales de 1930, 1934 y 1938, siendo uno de los cinco jugadores que han aparecido en las tres Copas Mundiales previas a la guerra. Murió a los 80 años.

## Equipos

### Como jugador
| Equipo                         | País    | Años      | PJ | Goles |
| ------------------------------ | ------- | --------- | -- | ----- |
| US Belfort                     | Francia | 1921-1927 | ?  | ?     |
| Racing Estrasburgo             | Francia | 1927–1929 | ?  | ?     |
| FC Sochaux                     | Francia | 1929–1946 | ?  | ?     |
| Selección de fútbol de Francia | Francia | 1930–1940 | 46 | 0     |

### Como entrenador
| Equipo     | País    | Años      |
| ---------- | ------- | --------- |
| FC Sochaux | Francia | 1944-1946 |

## Palmarés

### Campeonatos nacionales
| Título          | Club       | Año     |
| --------------- | ---------- | ------- |
| Division 1      | FC Sochaux | 1934-35 |
| Copa de Francia | FC Sochaux | 1937    |
| Division 1      | FC Sochaux | 1937-38 |